# Ünlüce, Sarıçam
Ünlüce là một xã thuộc huyện Sarıçam, tỉnh Adana, Thổ Nhĩ Kỳ. Dân số thời điểm năm 2009 là 284 người.